# Кыргызстан на пляжных Азиатских играх 2010
На 2-х Азиатских пляжных играх, проходивших 8—16 декабря 2010 года в столице Омана — Маскате, Кыргызстан был представлен одним спортсменом, соревновавшимся в марафонском плавании. По итогам Игр сборная Кыргызстана не завоевала медалей.

## Марафонское плавание
| Дисциплина     | Спортсмен    | Результат | Место |
| -------------- | ------------ | --------- | ----- |
| 5 км (мужчины) | Юрий Захаров | 1:05:29.1 | 16    |